# Ryūsei Nakao
Norio Wakamoto (født 5. februar 1951 i Japan) er en japansk tegnefilmsdubber. Han er bedst kendt som stemmen bag både Frieza og Cooler i Dragon Ball Z, og som stemmen bag Lucemon i Digimon Frontier.